# Nurgül Yeşilçay
Nurgül Yeşilçay  (Afyon, 26. ožujka 1976.) je turska glumica.

## Životopis
Nurgul je završila glumu na državnom konzervatoriju sveučilišta Anadolu u Eskişehiru. Nakon što je diplomirala, ostvarila je nekoliko glavnih uloga u kazališnim predstavama kao što su Ophelia u Hamletu i Blanche u Tramvaj zvan čežnja. Usporedo s nastupima u kazalištu, 
Na velikom ekranu debitirala je 2001. godine u filmu Sellale (The Waterfall). Nakon toga ostvarila je zapažene uloge u mnogobrojnim serijama poput Asmali konak, Ezo Gelin, a glumila je i u filmovima: Vicdan, Egreti Gelin i Yasamin Kiyisinda.
Nurgul je dobitnica mnogobrojnih nagrada ‘Golden Boll’, ‘Screen Actors Guild’, ‘Sadri Alisik Acting’, a osvojila je i nagradu za najbolju glumicu na 45. Antalya Golden Orange Film Festivalu.

## Privatni život
Nurgul je bila u braku s Cemom Ozerom od 2004 – 2010. godine, te ima sina Osmana Nejata. 

## Filmografija

### Televizijske uloge
- Veda Mektubu/Oproštajno pismo (2023.) kao Alanur
- Paramparça (2014.) kao Gulseren Gürpinar
- Sultan (2012.)
- Sensiz Olmaz (2011. – 2012.) kao Feryal
- Ljubav i kazna (2010.) kao Yasemin Ustun
- Ezo Gelin (2006. – 2007.) kao Ezo Gündoğdu
- Belalı Baldız (2005.) kao Arzu
- Melekler Adası (2005. – 2004.) kao Şerbet / Ayşe
- Asmalı Konak (2002.) kao Bahar Karadağ
- Reyting Hamdi (2002.) kao Nurgül
- 90-60-90 (2001.) kao Deniz
- İkinci Bahar (1998.) kao Gülsüm Percons Meriç

### Filmske uloge
- Çınar Ağacı (2010.) kao Sonay
- 7 Kocalı Hürmüz (2009.) kao Hürmüz
- Vicdan (2008.) kao Aydanur
- Yaşamın Kıyısında (2007.) kao Ayten Öztürk
- Adem'in Trenleri (2007.) kao Hacer
- Anlat İstanbul (2004.) kao Saliha
- Eğreti Gelin (2004.) kao Kostak Emine
- Asmalı Konak - Hayat (2003.) kao Bahar Karadağ
- Mumya Firarda (2002.) kao Fatıma
- Şellale (2001.) kao Nergis
- Herşey Çok Güzel Olacak (1998.) kao Hemşire

## Nagrade
- Zlatna naranča (2008.) za najbolju glumicu